# John Francis Godolphin Osborne (11. książę Leeds)
John Francis Godolphin Osborne, 11. książę Leeds (ur. 12 marca 1901, zm. 26 lipca 1963) – brytyjski arystokrata i polityk.
Był synem George Godolphina Osborne’a, 10. księcia Leeds i Lady Katherine Frances Lambton. 27 marca 1933 roku ożenił się z Irmą Amelią de Malkhozouny; rozwiedli się w 1948. 21 grudnia 1948 ożenił się z Audrey Young, z którą miał córkę Camillę Dorothy Godolphin Osborne, rozwiedli się w 1955. 22 lutego 1955 ożenił się z Caroline Fleur Vatcher.